# Матисен, Пер
Пер Антон Матисен (норв. Per Anton Mathiesen; 11 марта 1885, Крагерё, Телемарк — 2 июня 1961, Сарпсборг) — норвежский гимнаст, чемпион летних Олимпийских игр 1912 года в командном первенстве по произвольной системе.
Пер Матисен занимался гимнастикой за клуб Bergens TF. В возрасте 27 лет выступил в Олимпийских играх 1912 года в Стокгольме в составе норвежской сборной.